# Cheiridopsis speciosa
Cheiridopsis speciosa är en isörtsväxtart som beskrevs av L. Bol. Cheiridopsis speciosa ingår i släktet Cheiridopsis och familjen isörtsväxter. Inga underarter finns listade i Catalogue of Life.

## Bildgalleri

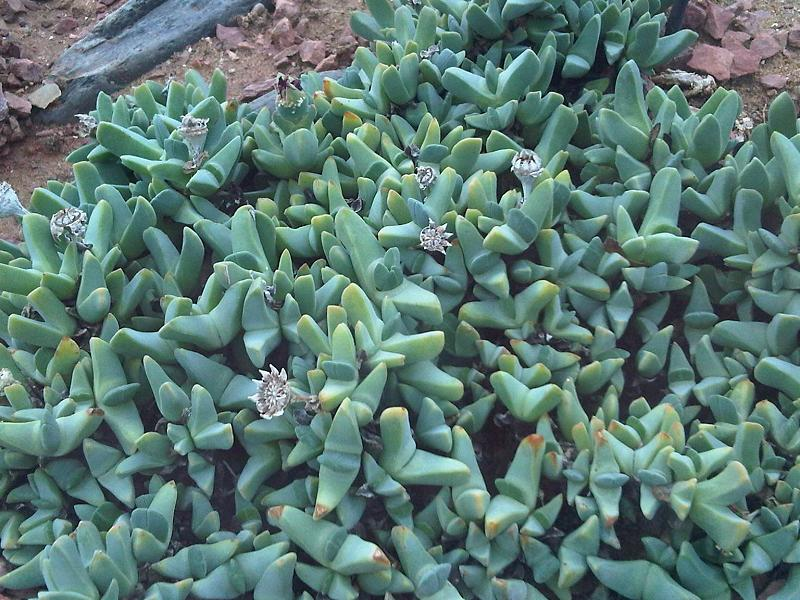